# Palazzo Taverna (Rome)
Le Palazzo Taverna (anciennement Gabrielli) est un bâtiment de Rome, situé dans le quartier de Ponte, dans la via di Monte Giordano.

## Histoire
Sa construction a été réalisée sur un projet du cardinal Giordano Orsini, qui voulait que sa maison soit située sur l'ancienne forteresse qu'il possédait sur le Monte Giordano. Par la suite, le palais a été loué à des personnalités, dont le cardinal Ippolito II d'Este, qui y a accueilli Torquato Tasso, et le cardinal Maurizio di Savoia.
En 1688, il passa aux mains des Gabrielli, qui hébergèrent divers membres de la famille Bonaparte, dont l'impératrice Eugenia et le cardinal Luciano-Luigi, qui y moururent. Au milieu du XIXe siècle, la famille de Guido Baccelli, Augusto Baccelli et Giovanni Baccelli y résidait, qui y était peut-être née. En 1888, il a été cédé par le prince Placido Gabrielli aux comtes de Taverna.
Le palais fut le siège de l'ambassade de France près le Saint-Siège jusqu'en 1951, date à laquelle cette dernière déménagea à la Villa Paolina par décision de l'ambassadeur Wladimir d'Ormesson. Il a également abrité pendant quelques semaines le nouvellement fondé Centre d'études Saint-Louis de France avant que son créateur, l'Ambassadeur Jacques Maritain, ne décide de le transférer dans des locaux à proximité de l'église Saint-Louis-des-Français.

## Description
Il comprend plusieurs  grandes salles, une cour avec quatre vasques en marbre avec une fontaine au centre, conçue par Antonio Casoni, et un jardin avec une tour, où l'on peut admirer une arcade et une loggia. L'intérieur, entièrement décoré de fresques, présente une vaste collection de peintures de divers artistes, dont Sebastiano Ricci, Giambattista Pittoni et Rosa di Tivoli. 

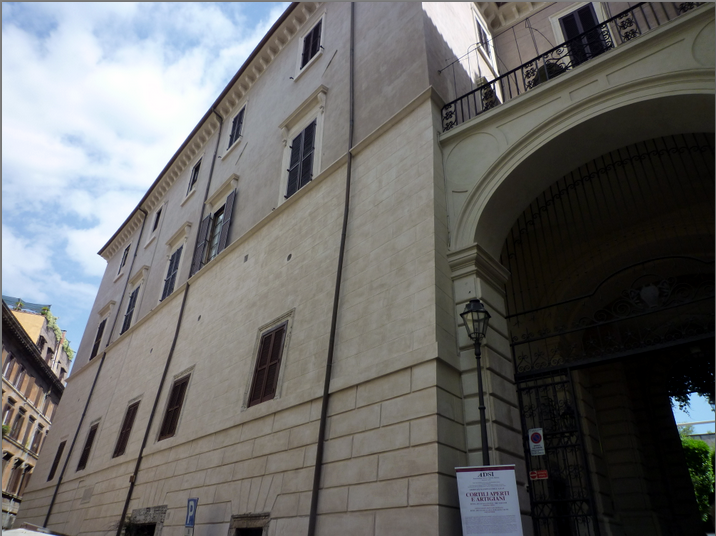
Extérieur
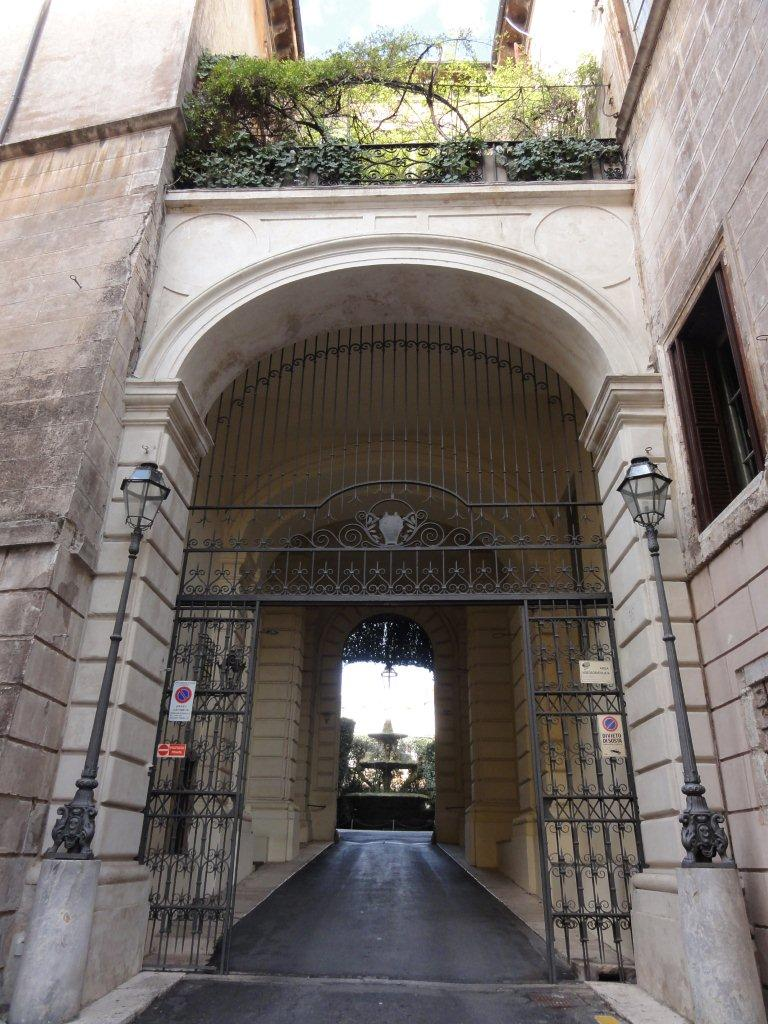
Entrée
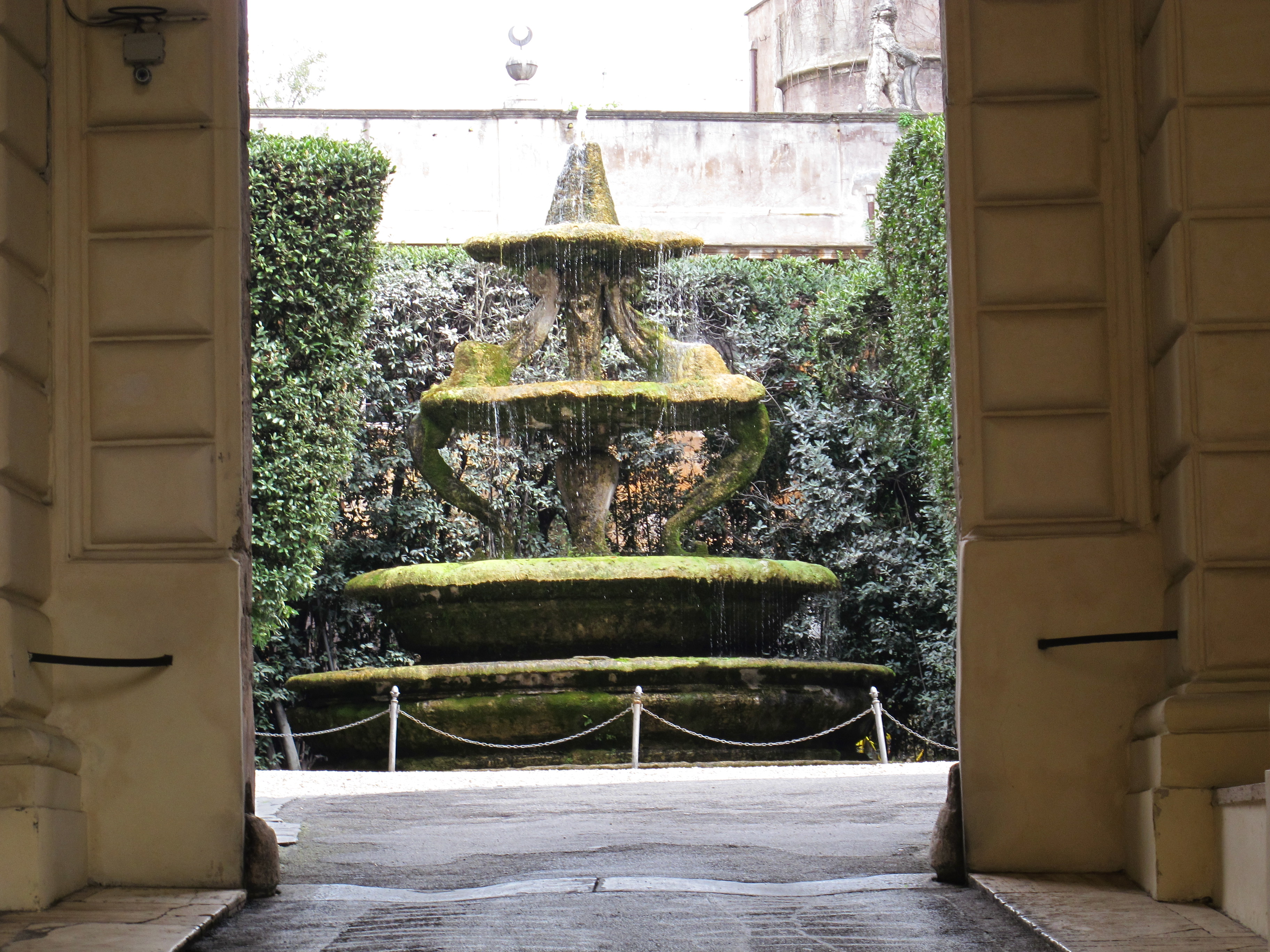
Fontaine
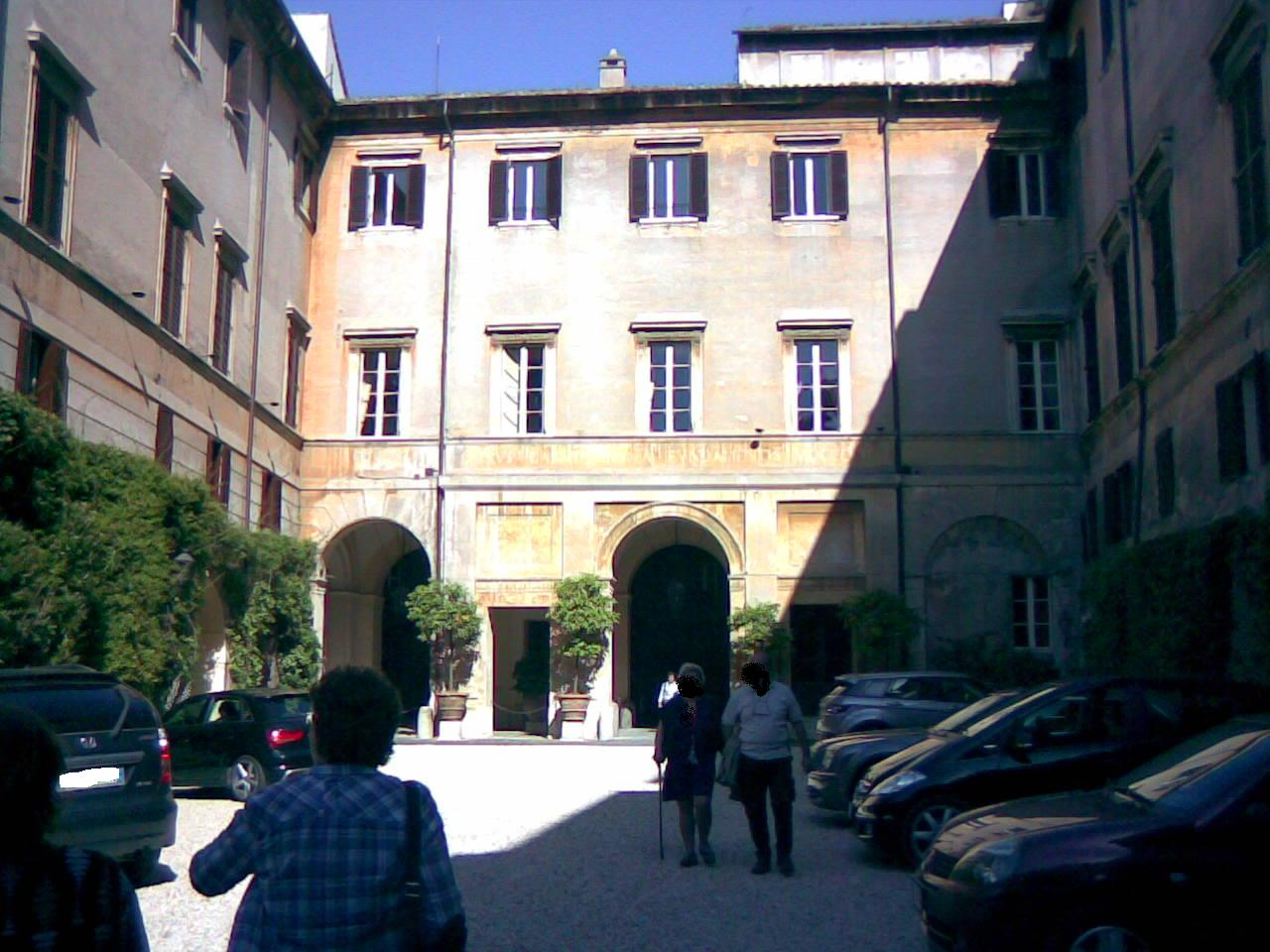
Cortile
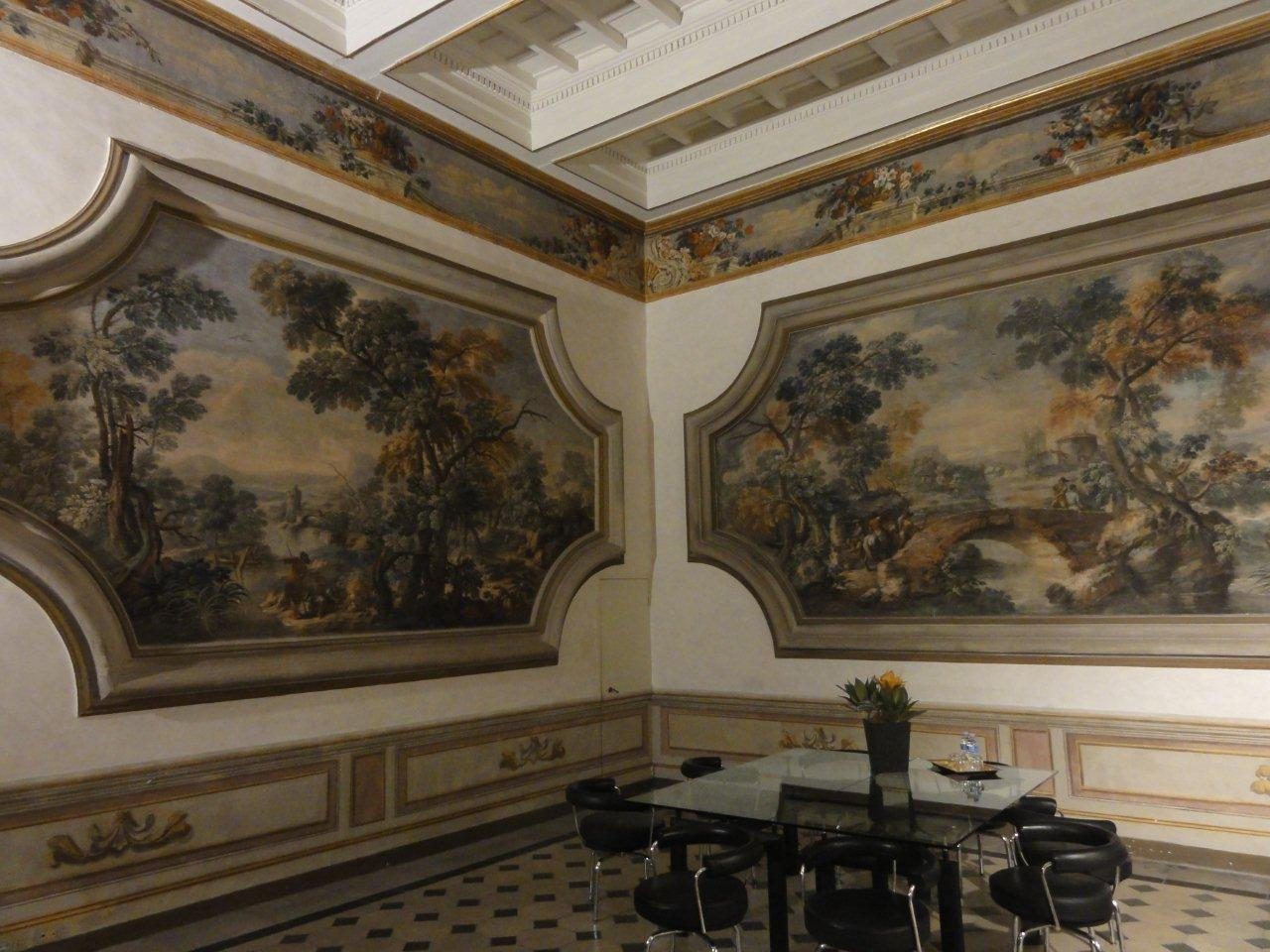
Fresques
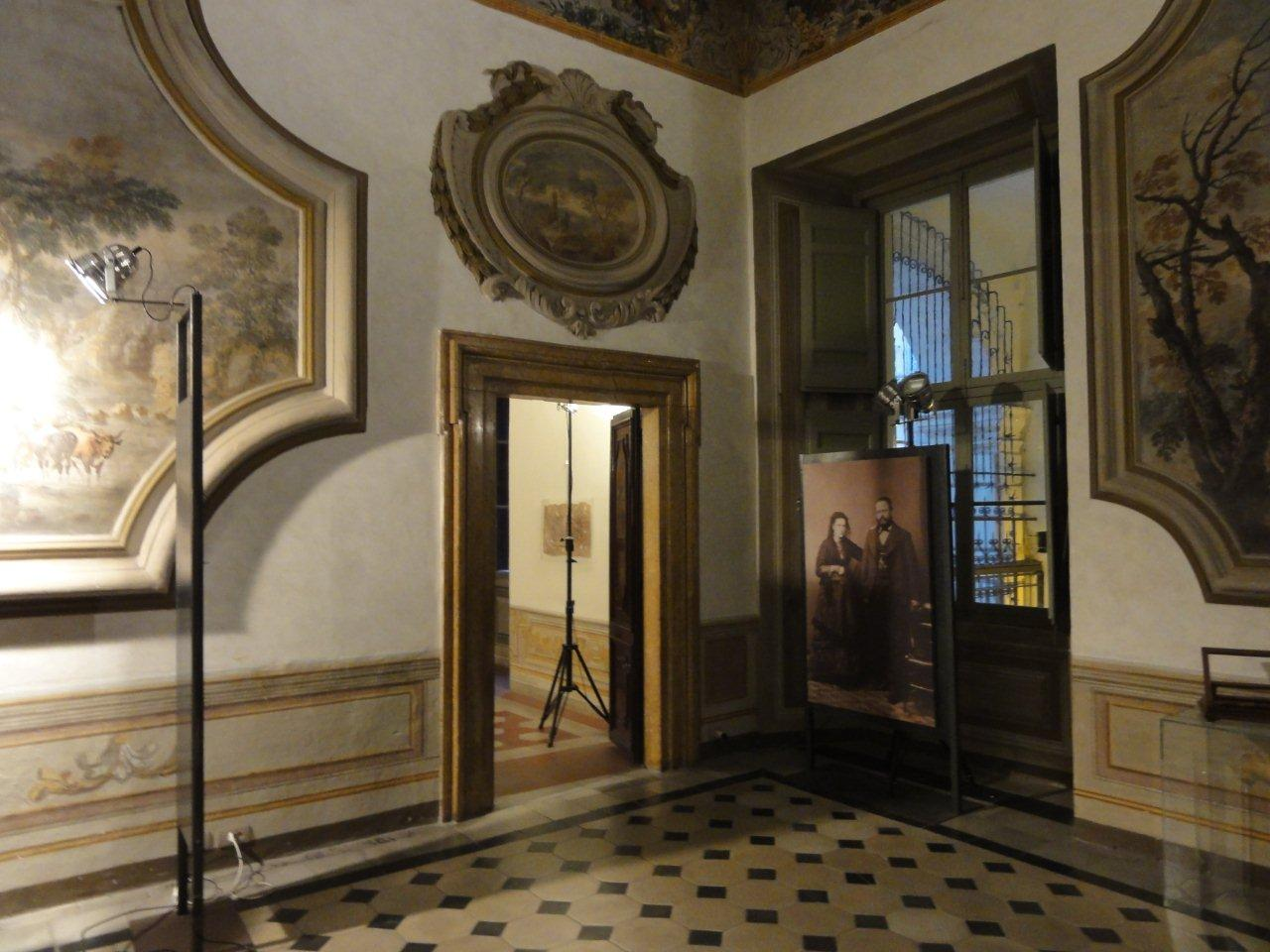
Intérieur